# Río Laja (Bolivia)
El río Laja es un río del departamento de Santa Cruz, Bolivia. Tiene sus nacientes a más de 1800 m s. n. m. cerca de la población de Samaipata en la provincia Florida, tiene un recorrido de 50 km hasta las coordenadas 18°8′10″S 63°41′14″O / -18.13611, -63.68722 donde pasa a denominarse Bermejo; recibe varios afluentes desde su nacimiento.